# (14025) Fallada
(14025) Fallada es un asteroide perteneciente al cinturón de asteroides, descubierto el 2 de septiembre de 1994 por Freimut Börngen desde el Observatorio Karl Schwarzschild, en Tautenburg, Alemania.

## Designación y nombre
Designado provisionalmente como 1994 RR11. Fue nombrado Fallada en honor al escritor alemán Hans Fallada.

## Características orbitales
Fallada está situado a una distancia media del Sol de 2,736 ua, pudiendo alejarse hasta 3,189 ua y acercarse hasta 2,283 ua. Su excentricidad es 0,165 y la inclinación orbital 7,633 grados. Emplea 1653,64 días en completar una órbita alrededor del Sol.

## Características físicas
La magnitud absoluta de Fallada es 13,8. Tiene 4,523 km de diámetro y su albedo se estima en 0,217.